# Liste des commanderies templières en Thuringe
Cette liste recense quelques-unes des commanderies et maisons de l'Ordre du Temple qui ont existé dans l'état libre de Thuringe en Allemagne ((de): Thüringen).

## Faits marquants et Histoire
Il n'existe que très peu de documents concernant les templiers dans cette région et ceux-ci sont surtout relatifs à la transmission de leurs biens aux hospitaliers à la suite du procès de l'ordre du Temple. Leur présence est attestée en un certain nombre de lieux, mais déterminer avec précision s'il s'agissait de commanderies ou de maisons du Temple à cette époque ne serait que conjecture, en l'état actuel des recherches historiques.
La Thuringe actuelle correspondant au XIIIe siècle au landgraviat de Thuringe, qui fut à partir de la seconde moitié de ce siècle la propriété des margraves de Misnie. Il s'agissait du Saint-Empire romain germanique et non pas de l'Allemagne, en tant que pays, qui elle est issue de l'Empire allemand fondé en 1871.

## Commanderies et maisons de l'ordre
| Localisation en Thuringe (Liens vers les articles correspondants)                |
| -------------------------------------------------------------------------------- |
| \| Basse-Saxe Bavière Saxe-Anhalt Bollstedt Nordhausen Obertopfstedt Utterode \| |
| Basse-Saxe Bavière Saxe-Anhalt Bollstedt Nordhausen Obertopfstedt Utterode       |

| Commanderie   | Ville actuelle (ou à proximité) | Fondation                | Reprise            |
| ------------- | ------------------------------- | ------------------------ | ------------------ |
| Bollstedt     | Bollstedt (de)                  | ?                        | 1310               |
| Nordhausen    | Nordhausen                      | ?                        | Hospitaliers, 1316 |
| Obertopfstedt | Topfstedt                       | ?                        | Hospitaliers, 1312 |
| Utterode (de) | Sollstedt                       | Dépendait de Nordhausen, | Hospitaliers, 1316 |

## Sources